# Fashawn
Fashawn, pseudonimo di Santiago Leyva (Fresno, 27 ottobre 1988), è un rapper statunitense.

## Le origini
Nato nell'ottobre del 1988, Santiago cresce con problemi familiari alle spalle. Il padre ha problemi con la legge ed è detenuto in carcere, mentre la madre è tossicodipendente. Più tardi viene trasferito in un centro d'infanzia e a 12 anni comincia a trovare conforto nella musica, iniziando a scrivere le sue prime rime.
Alla fine viene adottato da suo zio, e può trascorrere così la sua adolescenza a Fresno. Successivamente si appassiona allo skateboard e si pone l'obiettivo di intraprendere una carriera musicale, questo a discapito della scuola, che lascerà all'età di 17 anni.

## Carriera musicale
Nel 2006 il giovane Santiago Leyva alias Fashawn rilascia il suo primo mixtape: Grizzly City. Successivamente incide due mixtape, The Phenom 1 e Grizzly City 2. Dopodiché, nel 2008 Fashawn collabora con Mick Boogie e Terry Urban per il mixtape One Shot One Kill. Nello stesso anno incide altri mix-cd.
Il 20 ottobre 2009 pubblica un primo album vero e proprio intitolato Boy Meets World, album interamente prodotto da Exile, dove Fashawn mette in risalto un flow abbastanza solido e una buona carica interpretativa.
Nel 2009 si esibisce all'estero in compagnia di Evidence, e nel febbraio del 2010 in compagnia di Blu ed Exile. Sempre nel 2010 rilascia altri due mixtape, Ode to Illmatic e Grizzly City 3 e in data 21 febbraio 2011 pubblica il secondo volume di Higher Learning.

## Discografia

### Album
- 2009: Boy Meets World
- 2015: The Ecology
- 2024: YOU OWE US WITH INTEREST

### Mixtapes
- 2006: Grizzly City 1
- 2007: The Phenom 1
- 2007: Grizzly City 2
- 2008: The Phenom 2
- 2008: One Shot One Kill (con Mick Boogie & Terry Urban)
- 2008: Higher Learning
- 2009: The Antidote (con The Alchemist)
- 2010: Ode To Illmatic (con DJ Green Lantern)
- 2010: Grizzly City 3 (con DJ Skee)
- 2011: Higher Learning Vol.2
- 2012: This Generation (con Murs)
- 2012: Champagne and Styrofoam Cups

### Singoli
- "The Coast ft. Evidence & Kali" (2007)
- "Life is Too Short" (2009)
- "Let Go (My Life)" (2009)